# 17920 Zarnecki
17920 Zarnecki este un asteroid din centura principală de asteroizi.

## Descriere
17920 Zarnecki este un asteroid din centura principală de asteroizi. A fost descoperit pe 10 aprilie 1999 la Stația Anderson Mesa în cadrul programului LONEOS. Asteroidul prezintă o orbită caracterizată de o semiaxă mare de 2,36 ua, o excentricitate de 0,09 și o înclinație de 6,4° în raport cu ecliptica.